# Photobacterium
Genre
Synonymes
- Photobacter Beijerinck, 1900[2]
- Photomonas Orla-Jensen, 1921[2]

Photobacterium est un genre de bactéries, représenté par des bacilles mobiles, à coloration de Gram négatif. Chimio-organotrophes, le métabolisme respiratoire est fermentatif. Ces bactéries sont mobiles le plus souvent.
Les espèces du genre Photobacterium sont des bactéries marines, souvent associées aux poissons. Beaucoup d'espèces sont bioluminescentes. Cette bioluminescence est notamment due à une enzyme : la luciférase.
Les poissons peuvent héberger les bactéries luminescentes dans un organe particulier. Cette luminescence est utilisée par l'animal lors de divers comportement comme la reproduction, l'attraction de proies ou la dissuasion de prédateurs.

## Liste d'espèces
Selon Catalogue of Life (12 avril 2020) et ITIS (12 avril 2020) :
- Photobacterium angustum Reichelt & al., 1979
- Photobacterium aphoticum Lucena & al., 2011
- Photobacterium aplysiae Seo & al., 2005
- Photobacterium aquimaris Yoshizawa & al., 2009
- Photobacterium damselae (Love & al., 1982) Smith & al., 1991
- Photobacterium frigidiphilum Seo & al., 2005
- Photobacterium gaetbulicola Kim & al., 2010
- Photobacterium ganghwense Park & al., 2006
- Photobacterium halotolerans Rivas & al., 2006
- Photobacterium iliopiscarium (Onarheim & al., 1995) Urakawa & al., 1999
- Photobacterium indicum (Johnson & Weisrock, 1969) Ivanova & al., 2004
- Photobacterium jeanii Chimetto & al., 2010
- Photobacterium kishitanii Ast & al., 2007
- Photobacterium leiognathi Boisvert & al., 1967
- Photobacterium lipolyticum Yoon & al., 2005
- Photobacterium lutimaris Jung & al., 2007
- Photobacterium phosphoreum (Cohn, 1878) Beijerinck, 1889
- Photobacterium profundum Nogi & al., 1998
- Photobacterium rosenbergii Thompson & al., 2005
- Photobacterium swingsii Gomez-Gil & al., 2011

Selon NCBI (12 avril 2020) :
- Photobacterium aestuarii Lo & al. 2014
- Photobacterium alginatilyticum Wang & al. 2017
- Photobacterium andalusiense "" Labella & al. 2018
- Photobacterium angustum Reichelt & al. 1979
- Photobacterium aphoticum Lucena & al. 2011
- Photobacterium aplysiae Seo & al. 2005
- Photobacterium aquae Liu & al. 2014
- Photobacterium aquimaris Yoshizawa & al. 2009
- Photobacterium atrarenae "" Kim & al. 2011
- Photobacterium carnosum Hilgarth & al. 2018
- Photobacterium damselae corrig. (Love & al. 1982) Smith & al. 1991
- Photobacterium frigidiphilum Seo & al. 2005
- Photobacterium gaetbulicola Kim & al. 2010
- Photobacterium galatheae Machado & al. 2015
- Photobacterium ganghwense Park & al. 2006
- Photobacterium halotolerans Rivas & al. 2006
- Photobacterium iliopiscarium (Onarheim & al. 1995) Urakawa & al. 1999
- Photobacterium indicum "Hyphomicrobium indium" (sic) Johnson & Weisrock 1966
- Photobacterium jeanii Chimetto & al. 2010
- Photobacterium kishitanii Ast & al. 2007
- Photobacterium leiognathi Boisvert & al. 1967
- Photobacterium lipolyticum Yoon & al. 2005
- Photobacterium lutimaris Jung & al. 2007
- Photobacterium malacitanum "" Labella & al. 2018
- Photobacterium marinum "" Srinivas & al. 2013
- Photobacterium panuliri Deep & al. 2015
- Photobacterium phosphoreum "Acinetobacter phosphorescens" Brisou 1955
- Photobacterium piscicola Figge & al. 2015
- Photobacterium profundum Nogi & al. 1998
- Photobacterium proteolyticum Li & al. 2017
- Photobacterium rosenbergii Thompson & al. 2005
- Photobacterium sanctipauli Moreira & al. 2015
- Photobacterium sanguinicancri Gomez-Gil & al. 2016
- Photobacterium swingsii Gomez-Gil & al. 2011
- Photobacterium toruni Labella & al. 2017

Selon World Register of Marine Species (12 avril 2020) :
- Photobacterium angustum Reichelt, Baumann & Baumann, 1976
- Photobacterium aplysiae Seo, Bae, Yang, Lee & Kim, 2005
- Photobacterium aquimaris Yoshizawa, Wada, Kita-Tsukamoto, Yokota & Kogure, 2009
- Photobacterium damsela Love, Teebken-Fisher, Hose, Farmer III, Hickman & Fanning, 1981
- Photobacterium fischeri (Beijerinck, 1889) Reichelt & Baumann, 1973
- Photobacterium frigidiphilum Seo, Bae, Lee & Kim, 2005
- Photobacterium ganghwense Park, Baik, Seong, Bae, Kim & Chun, 2006
- Photobacterium iliopiscarium Onarheim, Wiik, Burghardt & Stackebrandt, 1994
- Photobacterium indicum Johnson & Weisrock, 1969
- Photobacterium jeanii Chimetto, Cleenwerck, Thompson, Brocchi, Willems, de Vos & Thompson, 2010
- Photobacterium kishitanii Ast, Cleenwerck, Engelbeen, Urbanczyk, Thompson, De Vos & Dunlap, 2007
- Photobacterium leiognathi Boisvert, Chatelain & Bassot, 1967
- Photobacterium lipolyticum Yoon, Lee, Kim & Oh, 2005
- Photobacterium logei (ex Bang, Baumann & Nealson, 1978) Harwood, Bang, Baumann & Nealson, 1980
- Photobacterium lutimaris Jung, Jung, Oh & Yoon, 2007
- Photobacterium profundum Nogi, Masui & Kato, 1998
- Photobacterium rosenbergii Thompson, Thompson, Naser, Hoste, Vandemeulebroecke, Munn, Bourne & Swings, 2005